# Браунфелс
Браунфелс (њем. Braunfels) град је у њемачкој савезној држави Хесен. Једно је од 23 општинска средишта округа Лан-Дил. Према процјени из 2010. у граду је живјело 11.163 становника. Посједује регионалну шифру (AGS) 6532003.

## Географски и демографски подаци
Браунфелс се налази у савезној држави Хесен у округу Лан-Дил. Град се налази на надморској висини од 236 метара. Површина општине износи 47,3 km². У самом граду је, према процјени из 2010. године, живјело 11.163 становника. Просјечна густина становништва износи 236 становника/km².

## Међународна сарадња
| Мјесто          | Држава               | Врста сарадње | Од    |
| --------------- | -------------------- | ------------- | ----- |
| Фелтре          | Италија              | контакт       | 2000. |
| Њу Бронфелс     | САД                  | партнерство   | 1945. |
| Кишкунфелеђхаза | Мађарска             | партнерство   | 1992. |
| Њубери          | Уједињено Краљевство | партнерство   | 1964. |
| Бањол сир Сез   | Француска            | партнерство   | 1959. |
| Екло            | Белгија              | партнерство   | 1975. |
| Рормос-Унтертал | Аустрија             | партнерство   | 1961. |
| Извор           |                      |               |       |